# Джефферсон Родригес де Брито
Джефферсон Родригес де Брито (порт. Jefferson Rodrigues De Brito; 16 октября 1981, Флорианополис, Бразилия), более известный как Сисо (порт. Ciço) — бразильский футболист, игрок в мини-футбол. Защитник иранского клуба «Фулад Махан» и сборной Бразилии по мини-футболу.

## Биография
Сисо начинал свою карьеру в бразильских клубах. Вместе с «Ульброй» он становился обладателем Межконтинентального кубка и чемпионом Бразилии. Сезон 2003—2004 бразилец провёл в португальской «Бенфике», выиграл с ней национальный суперкубок, после чего перебрался в испанский чемпионат. До того как перейти в мурсийский «Эль-Посо», Сисо сменил несколько испанских клубов, становился обладателем Кубка Испании в составе «Аутос Лобелье». Клуб из Мурсии стал первым, в котором бразилец задержался более чем на один сезон. С ним Сисо стал чемпионом Испании по мини-футболу, а в 2008 году дошёл до финала Кубка УЕФА по мини-футболу, где «Эль-Посо» в серии пенальти уступил российскому «ВИЗ-Синаре».
В 2010 году бразилец перешёл в другой испанский клуб — «Интер Мовистар». А через год он покинул Испанию и перешёл в иранский клуб «Фулад Махан».
В составе сборной Бразилии по мини-футболу Сисо стал чемпионом мира 2008. Бразилец отличился двумя забитыми мячами, а также реализовал пенальти в послематчевой серии финала против сборной Испании.

## Достижения
- Чемпион мира по мини-футболу 2008
- Межконтинентальный Кубок по мини-футболу 2001
- Чемпионат Бразилии по мини-футболу 2003
- Суперкубок Португалии по мини-футболу 2003
- Чемпионат Испании по мини-футболу (2): 2008-09, 2009-10
- Кубок Испании по мини-футболу (2): 2006, 2008, 2010
- Суперкубок Испании по мини-футболу 2010